# Easy Harbour
Easy Harbour ist ein kleiner Naturhafen auf der Insel Stewart Island, südlich der Südinsel von Neuseeland. Die Insel zählt zur Region Southland.

## Geographie
Der Easy Harbour befindet sich an der Westseite des südlichen Teils von Stewart Island, rund 12 km östlich von Mokinui/Big Moggy Island entfernt. Der Naturhafen besitzt eine Länge von rund 3,3 km und eine maximale Breite von rund 1,3 km. Die Küstenlinie erstreckt sich über rund 8 km.
Nordwestlich bis westlich von Easy Harbour befindet sich der kleine 850 m lange und bis zu 500 m breite False Easy Harbour, der nur durch eine rund 830 m lange und bis zu 480 m breite Insel vom Easy Harbour getrennt ist.